# والت ابوت
والت ابوت (انگلیسی: Walt Abbott؛ زادهٔ ۱۸۹۹ - تاریخ مرگ نامعلوم) یک بازیکن فوتبال اهل انگلستان بود. 
از باشگاه‌هایی که در آن بازی کرده‌است می‌توان به باشگاه فوتبال ووستر سیتی اشاره کرد.